# Джоан Дрю
Джоан Летіша ЛаКок (англ. Joan Letitia LaCock), відома як Джоан Дрю (англ. Joanne Dru, 31 січня 1922 — 10 вересня 1996) — американська акторка.

## Біографія
Народилася 31 січня 1922 року в місті Логан в Західній Вірджинії. У 1940, у 18 років, переїхала в Нью-Йорк, де стала працювати моделлю. На подіумі її помітив Ел Джолсон і запросив в одне зі своїх бродвейських шоу. Після переїзду до Голлівуду вона продовжила кар'єру в театрі, а незабаром її помітив один з розвідників талантів, і в 1946 році Джоан Дрю дебютувала в кіно.
У наступні роки багато знімалася в кіно і на телебаченні. Багато своїх кіноролей виконала в вестернах, серед яких «Червона ріка» (1948), «Вона носила жовту стрічку» (1949), «Погонич фургона» (1950), «Долина помсти» (1951) і багатьох інших. Мала ролі в таких знаменитих фільмах, як «Все королівське військо» (1949) і «711 Оушен Драйв» (1950). З початку 1960-х років і до закінчення своєї кар'єри в 1980 році, коли вона зіграла свою останню роль в фільмі «Суперполіцейський» (1980), Дрю в основному знімалася на телебаченні.
Одружувалась чотири рази Від першого чоловіка, Діка Геймса, народила чотирьох дітей. З 1949 по 1957 рік була у шлюбі з актором Джоном Айрлендом.
Джоан Дрю померла від лімфедеми 10 вересня 1996 року в віці 74 років. За внесок у кіномистецтво вона удостоєна зірки на Голлівудській алеї слави.